# Шуличні
Шуличні (Milvinae) — підродина хижих птахів родини яструбових, що визнається деякими, але не всіма, сучасними класифікаціями птахів. Якщо група не визнається як підродина, члени цієї групи відносять до підродини яструбових (Accipitrinae). Всі представники групи можуть називатися шуліками, проте термін «шуліка» має ширший сенс та включає деяких інших птахів.